# Engelbert Humperdinck (skladatel)

Engelbert Humperdinck

Engelbert Humperdinck (1. září 1854, Siegburg – 27. září 1921, Neustrelitz) byl německý hudební skladatel, dnes známý především pro svoji pohádkovou operu Perníková chaloupka (Hänsel und Gretel), na motivy pohádky Jeníček a Mařenka.

## Život
Humperdinck se narodil jako syn učitele v Siegburgu. Krátce poté, co se začal učit hrát na klavír, zkomponoval ve věku sedmi let i své první skladby. Ve třinácti letech napsal i své dva první singspiely. Vystudoval gymnázium v Paderbornu. Jeho rodiče sice neschvalovali jeho plány na hudební kariéru, dávali přednost studiu architektury, nicméně v roce 1872 vstoupil na konzervatoř v Kolíně nad Rýnem, kde studoval u Ferdinanda Hillera a Isidora Seisse. Krátce byl dirigentem Kolínského městského divadla. V roce 1876 získal Mozartovu cenu města Frankfurt nad Mohanem, jejíž součástí bylo stipendium, které mu umožnilo odejít do Mnichova, kde pokračoval ve studiu u Franza Lachnera a později u Josefa Rheinbergera.

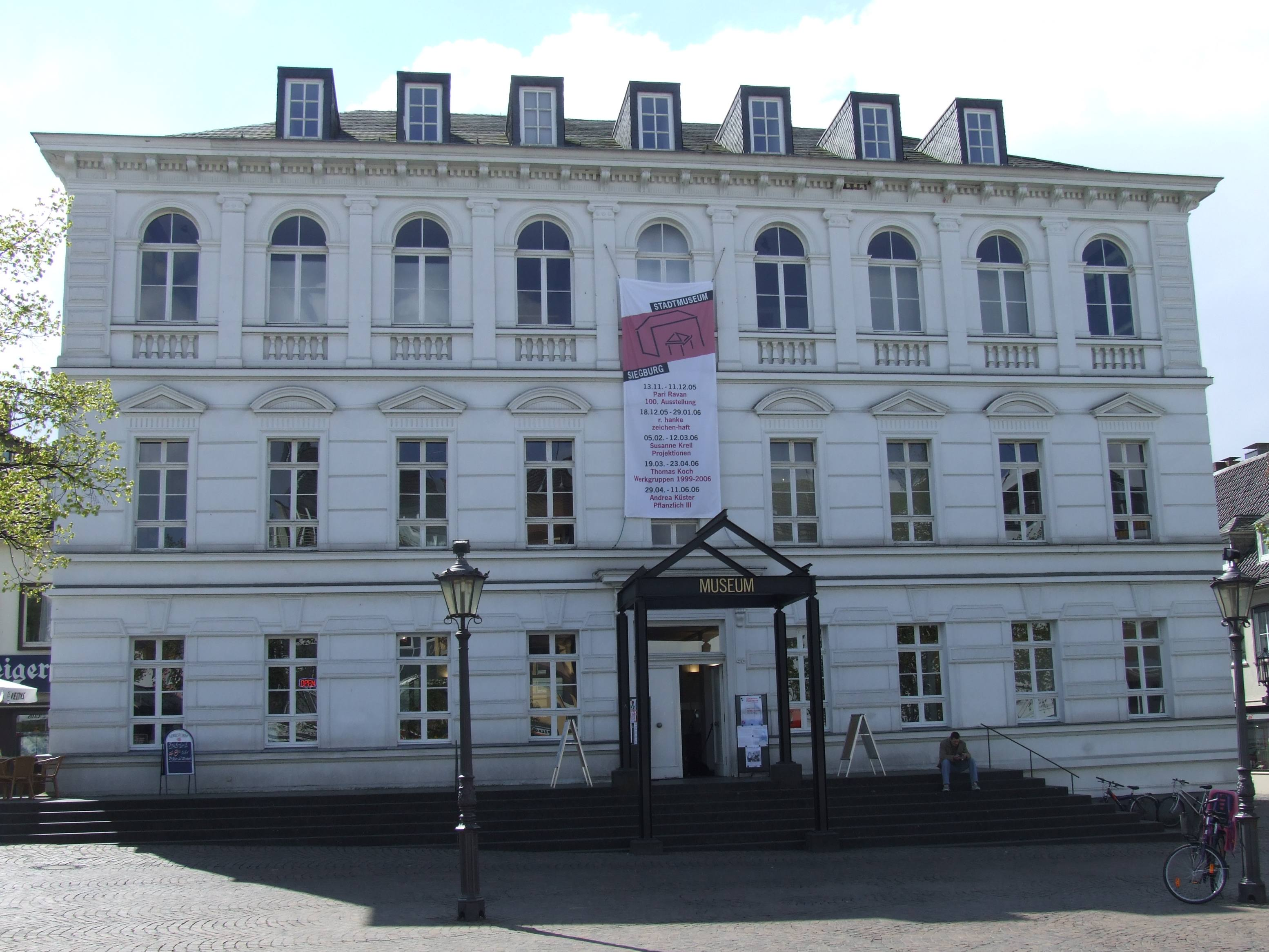
Rodný dům

V roce 1879 se stal prvním nositelem berlínské Mendelssohnovy ceny. Stipendium spojené s tímto oceněním využil k cestě do Itálie. V Neapoli se seznámil s Richardem Wagnerem. Wagner ho pozval na své Hudební slavnosti v Bayreuthu a tak v letech 1880 až 1881 asistoval na provedení opery Parsifal. Kromě toho působil i jako učitel hudby Wagnerova syna Siegfrieda.
V roce 1881 mu byla v Berlíně udělena cena Giacomo Meyerbeera. V roce 1883 se stal druhým dirigentem opery v Kolíně nad Rýnem a následujícího roku profesorem na kolínské konservatoři. V roce 1885 působil jako hudební partner rodiny průmyslníka Kruppa v Essenu a krátce vyučoval kompozici a hudební teorii na konzervatoři v Barceloně.

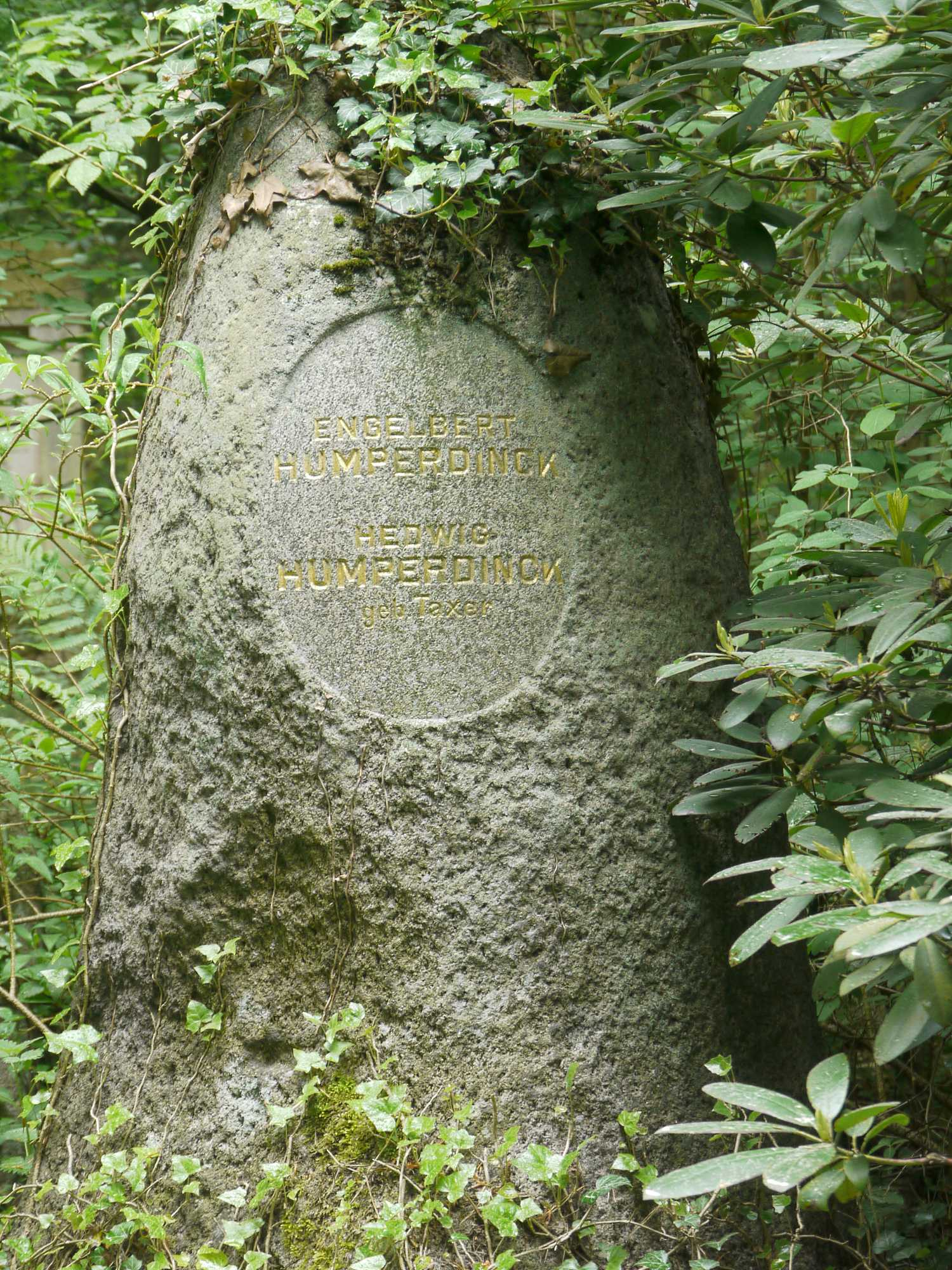
Náhrobek skladatele

V letech 1887/1888 byl koncertním kritikem v Bonnu a redaktorem prestižního hudebního nakladatelství B. Schott v Mohuči. V roce 1890 se přestěhoval do Frankfurtu a stal se odborným asistentem na zdejší konzervatoři a operním referentem Frankfurter Zeitung. V té době patřil mezi jeho blízké přátele skladatel Hugo Wolf. V roce 1897 se přestěhoval do Boppardu a v roce 1901 do Berlína. V letech 1900 až 1920 řídil Mistrovskou školu hudební kompozice při Královské akademii umění a komponoval scénickou hudbu pro Deutsches Theater v Berlíně. Pracoval rovněž na úpravách lidových písní.
Za jeho činnost mu Universität der Künste v Berlíně udělila čestný doktorát a Accademia di Santa Cecilia v Římě ho zvolila čestným členem (1914).
V roce 1914 si podal žádost na místo ředitele konzervatoře v Sydney v Austrálii. V době vypuknutí první světové války však bylo obsazení tohoto místa Němcem nemyslitelné, zvláště když Humperding podepsal tzv. Manifest devadesáti tří na podporu německých vojenských akcí.
5. ledna 1912 utrpěl Humperdinck záchvat mrtvice. I když se zotavil, jeho levá ruka zůstala trvale ochrnutá. S pomocí svého syna Wolframa však i dále komponoval. 26. září 1921 se Humperdinck zúčastnil představení opery Carl Maria von Webera Čarostřelec v Neustrelitzu, kterou jeho syn režíroval. Během představení utrpěl druhý infarkt, ze kterého se již nevzpamatoval. O několik týdnů později uvedla na jeho počest Berlínská státní opera jeho nejslavnější operu Hänsel und Gretel
Je pohřben spolu se svou manželkou Hedwigou v rodinné hrobce na hřbitově Südwestkirchhof Stahnsdorf v Berlíně.

## Perníková chaloupka

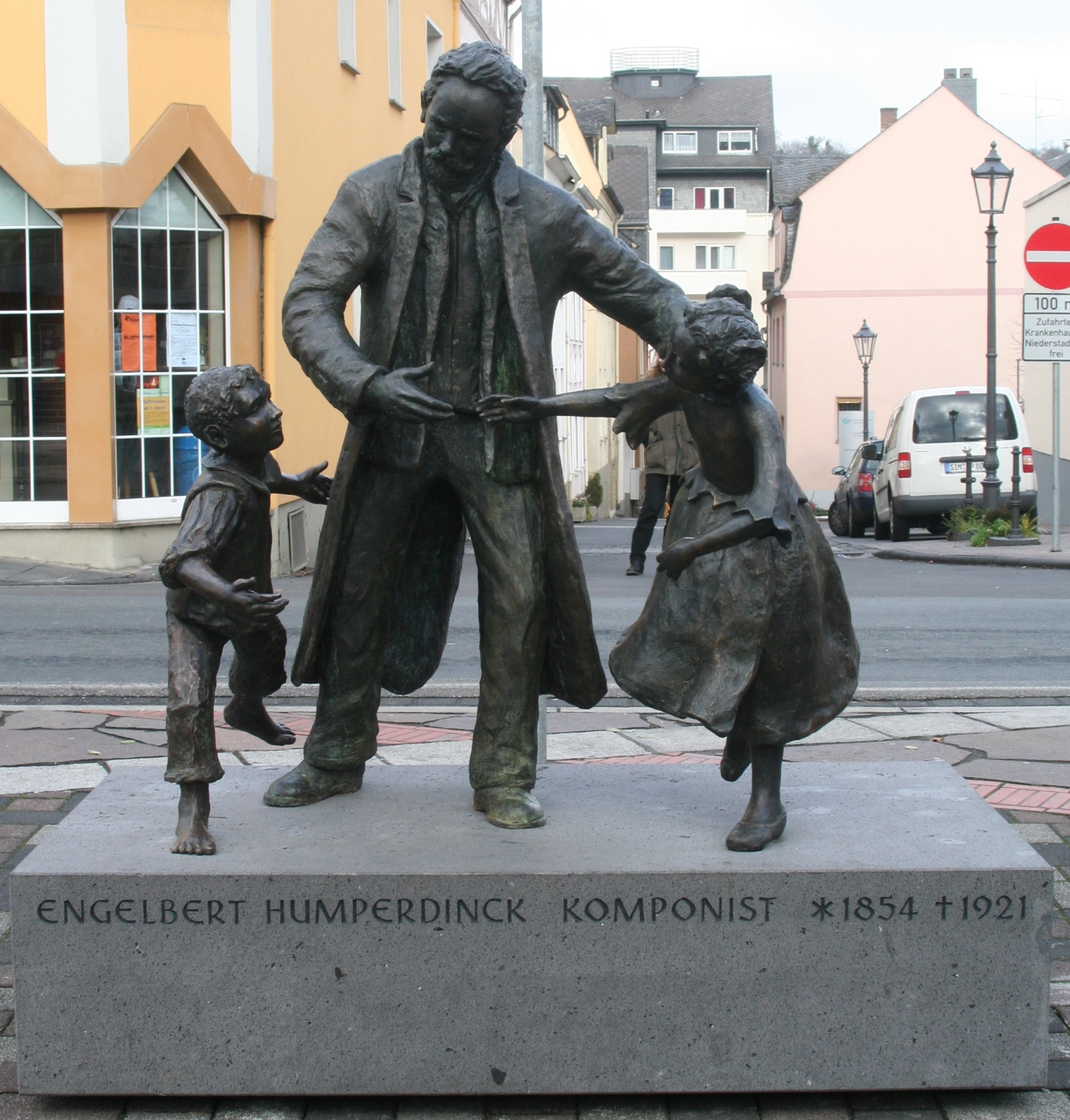
Sousoší skladatele s Jeníčkem a Mařenkou v Boppardu (Jutta Reiss)

Jeho nejslavnějším dílem je pohádková opera Perníková chaloupka (německy Hänsel und Gretel, tedy Jeníček a Mařenka), na které Humperdinck začal pracovat ve Frankfurtu v roce 1890. Nejprve složil čtyři písně pro svou neteř k domácímu loutkovému představení. Poté použil libreto své sestry Adelheidy Wette napsané volně na motivy pohádky bratří Grimmů a zkomponoval singspiel se šestnácti písněmi pro zpěv a klavír volně spojenými dialogy. V roce 1891 pak začal pracovat na orchestrálním znění.
Opera měla premiéru ve Výmaru 23. prosince 1893 pod taktovkou Richarda Strausse, který ji označil za mistrovský kus nejvyšší kvality. Se svou originální syntézou wagnerovské techniky a tradičních německých lidových písní, měla opera okamžitý a mimořádný úspěch nejen v Německu, ale po celém světě. V roce 1923 ji vybrala Královská opera v Londýně (Royal Opera House) pro své první rozhlasové vysílání kompletní opery a o osm let později se stala i první operou přenášenou živě z Metropolitní opery (Metropolitan Opera) v New Yorku.

## Dílo

### Jevištní díla
- Harzipere (1868; EHWV 3). Hudební drama.
- Perla (1868; EHWV 4). Singspiel.
- Claudine von Villa Bella (1868–1872; EHWV 5). Opera, libreto Johann Wolfgang von Goethe
- Fedelma (1883; EHWV 80). Operní fragment, libreto Ernst von Wolzogen
- Schneewittchen (1888; EHWV 9). Hra se zpěvy na text Adelheid Wette (1858–1916)
- Jeníček a Mařenka (též Perníková chaloupka, Hänsel und Gretel). Opera, libreto: Adelheid a Hermann Wette
  - Hra se zpěvy (1890; EHWV 93.1)
  - Singspiel (EHWV 93.2)
  - Pohádková opera (1893, Výmar; EHWV 93.3).
- Königskinder . Opera, libreto: Elsa Bernstein (pod pseudonymem Ernst Rosmer)
  - Melodram (1895-97, Mnichov; EHWV 106.1).
  - Pohádková opera (1908-1910, New York; EHWV 106.2).
- Dornröschen (1902 Frankfurt nad Mohanem; EHWV 121). Pohádková opera, libreto: Elisabeth Ebeling a Bertha Filhés
- Die Heirat wider Willen (1902–05 Berlín; EHWV 130). Komická opera, libreto Hedwig Humperdinck (podle Alexandra Dumase st.).
- Bübchens Weihnachtstraum (1906, Berlín; EHWV 136). Melodramatická vánoční hra, libreto Gustav Falke
- Die Marketenderin (1913 Kolín nad Rýnem; EHWV 155). Singspiel, libretto Robert Misch
- Gaudeamus (1915–19 Darmstadt; EHWV 162). Opera libretto Robert Misch.

### Scénická hudba
- Aristofanés: Žáby (1879-1881; EHWV 61, fragment)
- Pedro Calderón de la Barca: El alcalde de Zalamea (EHWV 82, listopad 1883, Kolín)
- William Shakespeare: Kupec benátský (EHWV 133, listopad 1905, Berlín).
- William Shakespeare: Zimní pohádka (EHWV 135, září)
- William Shakespeare: Bouře ( EHWV 138, říjen 1906, Berlín)
- William Shakespeare: Večer tříkrálový aneb Cokoli chcete (EHWV 140, říjen 1907, Berlín)
- Aristofanés: Lysistrata (EHWV 141, únor 1908 Berlín)
- Maurice Maeterlinck: Modrý pták (EHWV 150, prosinec 1912 Berlín)
- Karl Gustav Vollmoeller a Max Reinhardt:Zázrak (EHWV 151, pantomima, prosinec 1911, Londýn)
- Ludwig Thoma: Christnacht 1914 (později Weihnachten im Schützengraben; EHWV 157)

### Orchestrální hudba
- Koncertní předehra D-dur
- Předehra Es-dur (fragment)
- Sommerabend auf dem Dorfe. Suita (fragment)
- Tonbilder zu Schillerově „Das Lied von der Glocke“
- Die Glocke von Siegburg
- Humoreska E-dur
- Maurische Rhapsodie
- Shakespeare-Suiten Nr. 1 und Nr. 2

### Komorní hudba
- Smyčcový kvartet d-moll
- Menuett Es-dur pro smyčcový kvartet
- Smyčcový kvartet e-moll (fragment)
- Sonáta A-dur pro housle a klavír
- Kvartetní věta c-moll
- Kvartetní věta C-dur (fragment)
- Klavírní kvintet G-dur
- Klavírní trio G-dur (fragment)
- Nokturno G-dur pro housle a klavír
- Salonstück a-moll pro violoncello a klavír
- Lístek do památníku pro housle a klavír
- Smyčcový kvartet C-dur
- Sonatina pro čtvery housle (fragment)

### Sbory
- Die Wallfahrt nach Kevlaar (1878–1887). Slova Heinrich Heine
- Das Glück von Edenhall (1879–1883). Slova Ludwig Uhland
- Die Fischerin. Chorballade (Fragment). Slova Johann Wolfgang von Goethe
- Kromě toho zkomponoval velké množství písní s doprovodem klavíru